# Getto w Wasilkowie

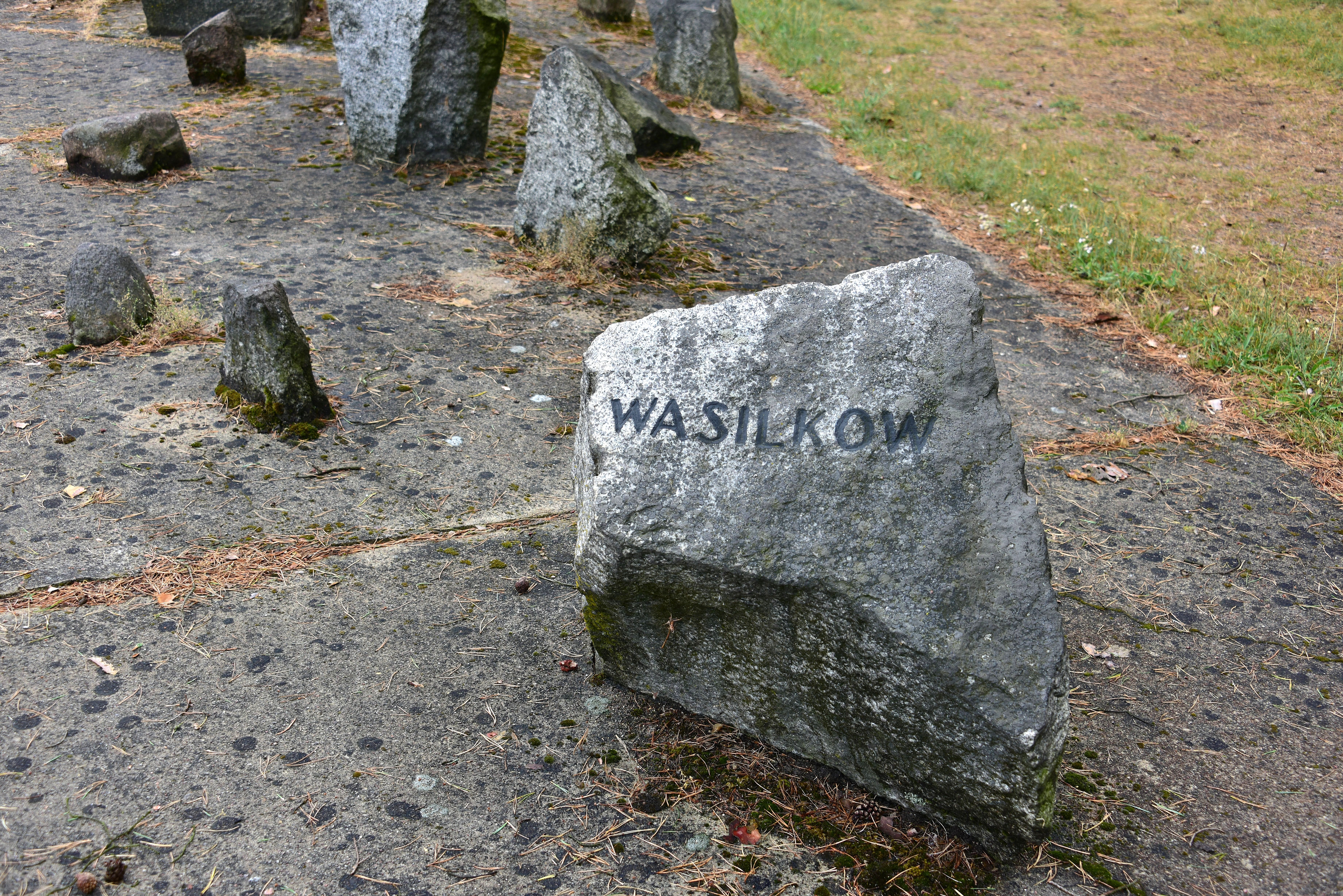
Pomnik Ofiar Obozu Zagłady w Treblince. Kamień upamiętniający Żydów z Wasilkowa

Getto w Wasilkowie – getto dla ludności żydowskiej utworzone przez Niemców w sierpniu 1941 roku w Wasilkowie między Rynkiem a ulicami Białostocką i Wojtachowską. 

## Opis
W getcie zamknięto ponad 1000 Żydów z Wasilkowa i okolicznych miejscowości: Czarnej Wsi Kościelnej, Choroszczy i Łomży, a także z Warszawy.
Getto otoczone było drewnianym płotem z drutem kolczastym. Brama wjazdowa znajdowała się przy ulicy Kupieckiej. W pierwszej fazie istnienia getta Żydzi mogli wychodzić, aby zakupić żywność. Niemcy sporadycznie wykorzystywali ludność żydowską do darmowych prac, m.in. przy budowach porządkowaniu miasta. Z getta udało się uciec około 38 osobom. 
2 listopada 1942 roku mieszkańców getta wywieziono do obozu przejściowego w Białymstoku. Stamtąd 1180 Żydów z Wasilkowa trafiło do obozu zagłady w Treblince, gdzie zostali zamordowani.

## Upamiętnienie
- Żydzi z Wasilkowa zostali upamiętnieni jednym z kamieni z nazwą miasta, stanowiącym element pomnika Ofiar Obozu Zagłady w Treblince[3].
- W październiku 2008 roku na dawnym cmentarzu żydowskim w Wasilkowie odsłonięto lapidarium z pamiątkowa tablicą z napisem: Pamięci Żydów Podlasia ofiar okupacji niemieckiej 1939–1945 (również po hebrajsku i angielsku)[4].